# Figowiec wielkolistny

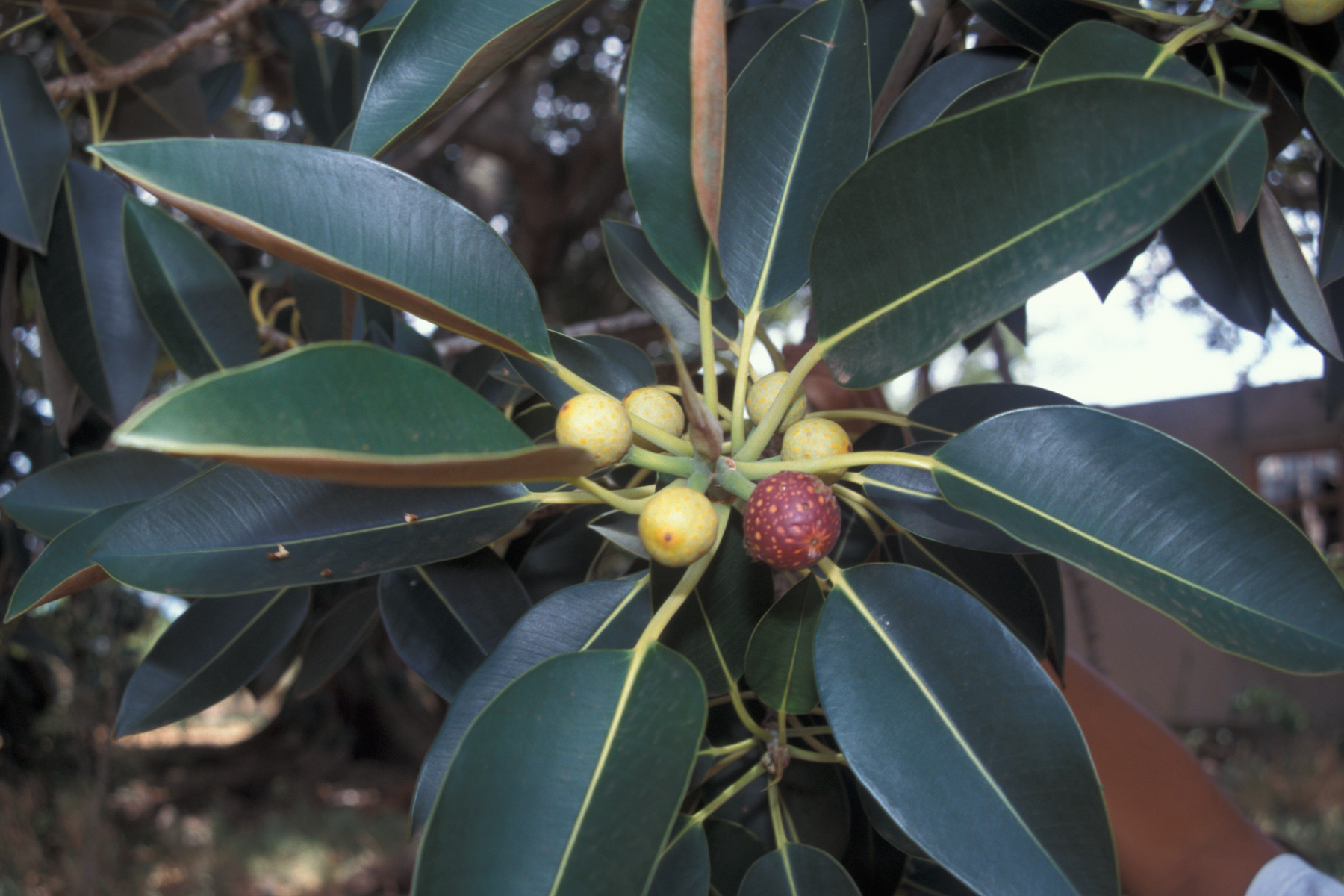

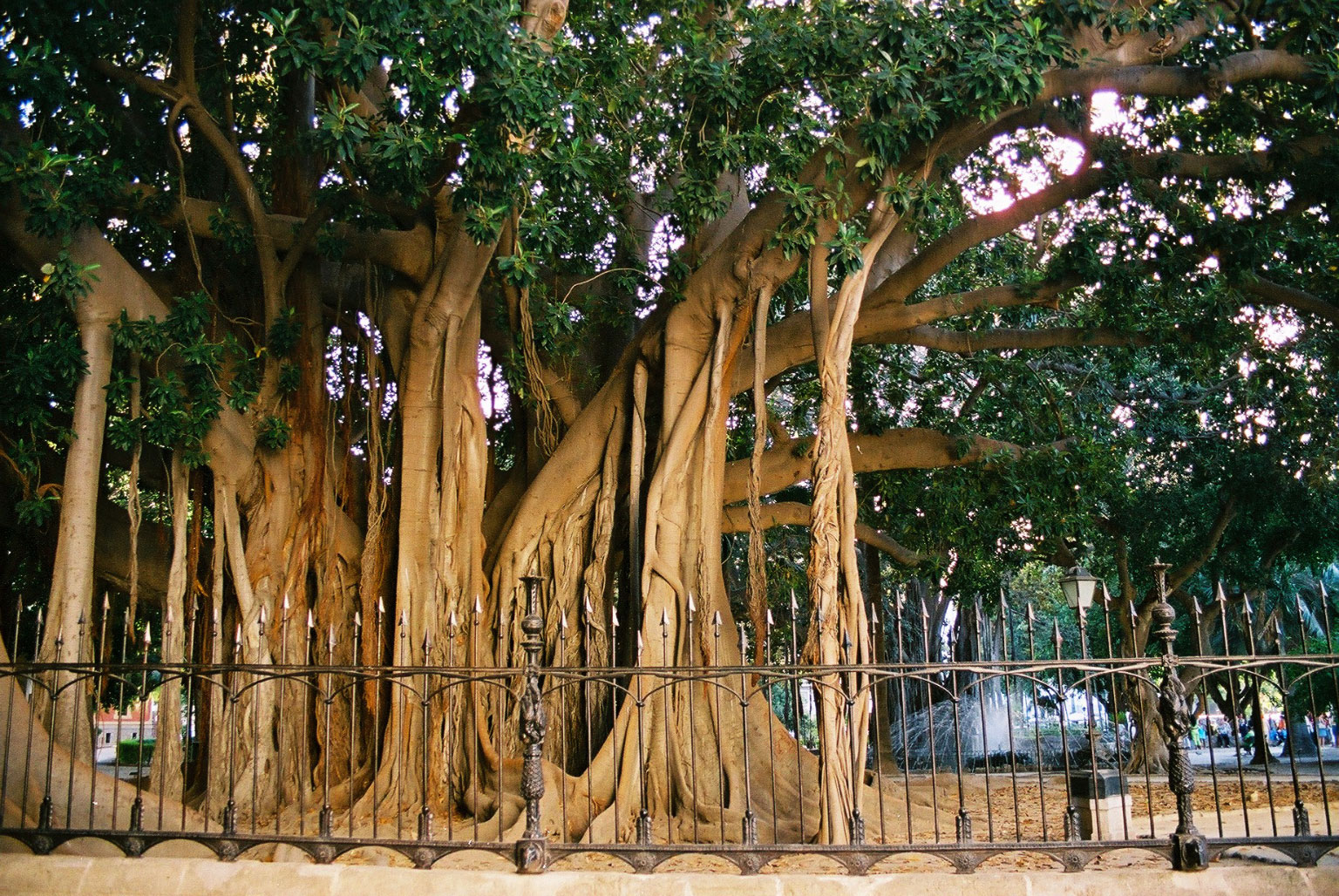

Figowiec wielkolistny (Ficus macrophylla Pers.) – gatunek drzewa należącego do grupy roślin wiecznie zielonych z rodziny morwowatych.

## Występowanie geograficzne
Pochodzi z Australii, ze stanów Queensland, Nowa Południowa Walia, a także z wysp Lord Howe i Norfolk. Został szeroko rozpowszechniony w uprawie. Jako introdukowany i dziczejący rośnie w Indiach i Hiszpanii.

## Morfologia
PokrójW swoim naturalnym siedlisku jest znacznych rozmiarów drzewem, mogącym osiągnąć wysokość 60 m. Jest to typowa roślina wilgotnego lasu równikowego i w tym środowisku, często rozrasta się na kształt pnącego się epifitu. Gdy kiełkuje na gałęzi innego drzewa, owija swoje korzenie wokół pnia "gospodarza", dławiąc go, a następnie doprowadzając do śmierci, aby zająć jego miejsce – stąd określany jest drzewem dusicielem.
LiściePodobne do liści magnolii, są szerokie, podłużne i eliptyczne, twarde, o ciemnozielonym kolorze i błyszczącej powierzchni oraz srebrzystym spodzie, długości od 10 do 25 cm.
OwocTzw. owoc pozorny, jest jadalny i podobny do owocu figowca pospolitego, o jajowatym kształcie i długości ok. 2 cm oraz zielonym kolorze, który zmienia się na fioletowy z żółto-zielonymi plamkami, gdy owoc jest dojrzały. Owoc wydają wyłącznie drzewa dorosłe, rosnące na świeżym powietrzu; zazwyczaj rozwijają się w parze.

## Zmienność
Wyróżnia się dwie formy:
- Ficus macrophylla f. columnaris (C.Moore) D.J.Dixon
- Ficus macrophylla f. macrophylla